# Khayriyeh Saghira
Khayriyeh Saghira (tiếng Ả Rập: خيرية صغيرة) là một ngôi làng Syria nằm ở Sinjar Nahiyah ở huyện Maarrat al-Nu'man, Idlib. Theo Cục Thống kê Trung ương Syria (CBS), Khayriyeh Saghira có dân số 716 người trong cuộc điều tra dân số năm 2004.